# Hubert Curien
Hubert Curien (Cornimont (Vosges), 30 d'octubre de 1924 - Loury, 6 de febrer de 2005), fou físic, Ministre francés de Recerca (1984-1986 i 1988-1993), president del CERN (1994-1996) i primer director de l'Agència Espacial Europea (ESA) (1981-1984).